# RG-12
RG-12 — южноафриканский бронетранспортёр, защищенный от мин и стрелкового оружия. Бронемашина разработана Land Systems OMC и поступила в производство в 1990 году.
Всего произведено более 720 единиц.

## Конструкция
RG-12 представляет собой защищенный бронетранспортёр 4х4 весом 9.2 т, способный перевозить до 12 десантников. В бронемашине стоит двигатель Iveco , который позволяет разгоняться машине до 104 км/ч.

## Варианты
- RG-12 Mk1 — вариант с дизельным двигателем ADE 366T.
- RG-12 CAT — оснащён двигателем Caterpillar.
- RG-12 Mk2  — добавлена система кондиционирования воздуха, центральная система подкачки шин и эргономичные улучшения.

## На вооружении
- Королевская канадская конная полиция
- Конголезская национальная полиция
- Карабинеры
- Полиция Кот-д’Ивуара
- Национальная полиция Колумбии[англ.]
- Полиция Малави[англ.]
- Полиция Мозамбика
- Полиция ЮАР[англ.]
- Полиция Дубая[англ.]
- Полиция Нью-Йорка и Нью-Джерси